# Parodontoza
Parodontoza je bolest koja oštećuje zubno meso, kost i ostale noseće strukture zubi.
Upala rubnog dijela zubnog mesa (gingivitis) rani je stadij oboljenja, kod kojega je oštećen samo dio tkiva. U tom slučaju se parodont može potpuno izliječiti. Ako se ne liječi može doći do upale potpornog sustava zuba (periodontitis). To je kasniji stupanj parodontne bolesti, gdje su zubno meso i ostale strukture koje drže zub u kosti ozbiljno oštećene. To zahtjeva intenzivno liječenje, ali svejedno može uzrokovati gubitak jednog ili više zubi.

## Uzroci
Parodontozu uzrokuje zubni plak, čije bakterije izlučuju sokove koje iritiraju zubno meso i vremenom oštećuju zub i njegovu potpornu strukturu.
- Fizikalni i kemijski nadraživači - Hrana koja zapinje među zubima, nepravilna uporaba zubog konca i čačkalice, te kod pušača kemijski utjecaj katrana koji se taloži na stijenke zubi
- Pretjerano opterećenje zubi i zubnog tkiva - Loše konstruirani mostovi, neodgovarajuće proteze, neprikladan položaj zdravog zuba, kao i štetne navike: prekomjerno stiskanje i škripanje zubima
- Dijete za mršavljenje - izbacivanje neke vrste hrane
- Trudnoća - Povećana količina hormona
- Oboljenja i lijekovi - Dijabetes i neke bolesti krvi, hormonalni preparati (kontraceptivi), neke vrste lijekova za liječenje epilepsije, steroidi.